# Мугтобаров, Лябиб Фатихович
Мугтобаров Лябиб Фатихович (10 января 1928 года — 26 марта 2008 года) — живописец, заслуженный художник Республики Башкортостан (2001). Заслуженный учитель школы Башкирской АССР (1983). Член Союза художников РФ с 1968 года.

## Биография
Мугтобаров Лябиб Фатихович родился 10 января 1928 года в п. Янаул Бирского кантона Башкирской АССР (г. Янаул).
В 1963 году окончил факультет живописи Ленинградского института живописи, скульптуры и архитектуры им. И. Е. Репина. Дипломной работой художника стала фреска «Народное искусство Башкирии» для Театра оперы и балета в г. Уфе.
С 1964 по 2000 годы работал в Уфимском училище искусств.
Член Союза художников СССР (РФ) с 1968 года, творческого объединения «Артыш» — с 1995 года.
Умер 26 марта 2008 года в г. Уфе.
Лябиб Мугтобаров много работал в технике маркетри. Его картины, посвящённые национальной башкирской культуре, деревне, труду её жителей, народному творчеству украшают интерьеры столичных гостиниц и вокзалов. Писал на больших полотнах в «суровом» стиле. С возрастом его работы приобрели мягкие и даже декоративные черты.
Картины художника хранятся в БГХМ им. М. В. Нестерова (Уфа), Национальном музее РБ в Уфе, Музее МВД РБ (Уфа).

## Выставки
Мугтобаров Лябиб Фатихович — участник республиканских, декадных, зональных, межрегиональной, всероссийских, всесоюзных и международной выставок с 1964 года.

## Награды и звания
- Заслуженный учитель школы Башкирской АССР (1983)
- Заслуженный художник Республики Башкортостан (2010)